# Pešter
Pešter (en serbe cyrillique Пештер ou Пештерска висораван) est un plateau karstique situé au sud-ouest de la Serbie, dans la région de la Raška. Il se trouve à une altitude comprise entre 900 et 1 200 m. Pour l'essentiel, le plateau est situé dans la municipalité de Sjenica, avec quelques prolongements dans les municipalités de Novi Pazar et de Tutin. Le nom de la région provient du mot pešter, terme slave pour désigner une « grotte ».
Le plateau de Pešter comprend l'aire protégée de Peštersko polje, inscrit depuis 2006 sur la liste des sites Ramsar pour la conservation et l'utilisation durable des zones humides.

## Géographie

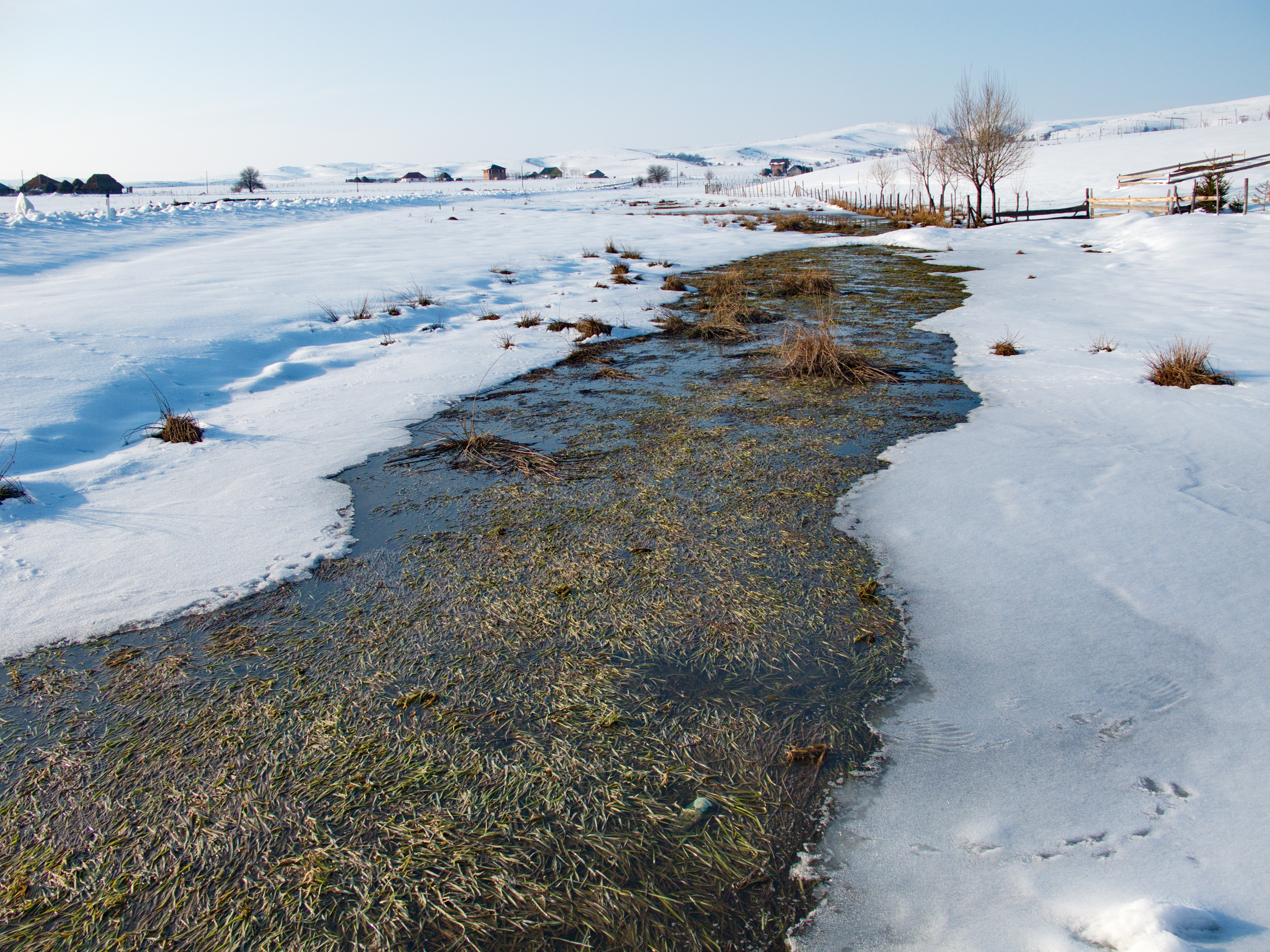
Le plateau de Pešter en hiver

Le plateau de Pešter est un vaste territoire (Peštersko polje), entouré par les monts Jadovnik (1 732 m), Zlatar (1 627 m), Ozren (1 680 m), Giljeva (1 617 m), Žilidar (1 616 m), Javor (1 520 m) et Golija (1 833 m). Avec une superficie d'environ 50 km2, Pešter est le plus grand plateau de Serbie et l'un des plus élevés des Balkans. Les rivières Uvac, Vapa, Jablanica et Grabovica traversent le plateau. Dans les temps géologiques, le secteur constituait un vaste lac, dont il ne reste aujourd'hui que le lac de Sjenica, près du village de Tuzinje[réf. nécessaire].
Le terrain est principalement constitué de karst et il est couvert de pâturages de façon éparse.
Pešter est connu pour son microclimat, particulièrement rude pendant les mois d'hiver, qui lui vaut son surnom de « Sibérie des Balkans ». La température la plus basse jamais mesurée en Serbie, −39,5 °C, y a été enregistrée le 13 janvier 1985, au village de Karajukića Bunari.

## Peštersko polje
L'espace naturel protégé de Peštersko polje couvre une superficie de 34,54 km2. À cet endroit, le plateau s'élève à une altitude comprise entre 1 155 m et 1 351 m.

### Flore

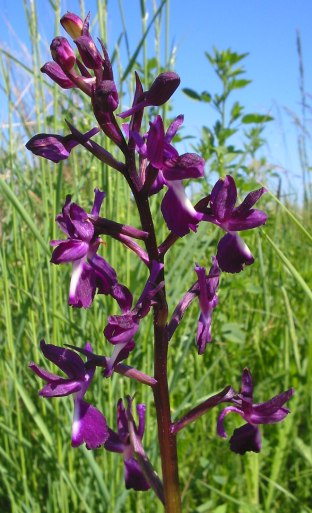
L'orchis à fleurs lâches

Peštersko polje abrite un grand nombre de plantes considérées comme vulnérables ou en danger. Parmi celles-ci, on peut citer la Fumana bonapartei, la Halacsya sendtneri, une espèce de lin appelée Linum tauricum subsp. serbicum, une espèce de potentille, potentilla visianii et une espèce de molène, le Verbascum nicolai. On peut ajouter à cette liste plusieurs espèces d'orchidées : l'orchis bouffon (Orchis morio), l'orchis conique (Orchis tridentata), l'orchis à fleurs lâches (Orchis laxiflora) l'orchis punaise (Orchis coriophora) ou encore une espèce de dactylorhiza, la Dactylorhiza incarnata. Outre ces plantes, la liste des espèces protégées en Serbie comprend le gaillet boréal (Galium boreale), la knautie (Knautia midzorensis), le trèfle d'eau (Menyanthes trifoliata),  une espèce d'apiacée, la Pastinaca hirsuta,  une espèce de pedicularis, la Pedicularis palustris, la renoncule flammette (Ranunculus flammula, une espèce de saule, Salix rosmarinifolia, et une espèce d'utriculaire, l' Utricularia australis. Parmi les autres espèces intéressantes qui poussent dans le Peštersko polje, on peut signaler la sphaigne (Shpagun) et la scorsonère pourpre (Scorzonera purpurea).

### Faune

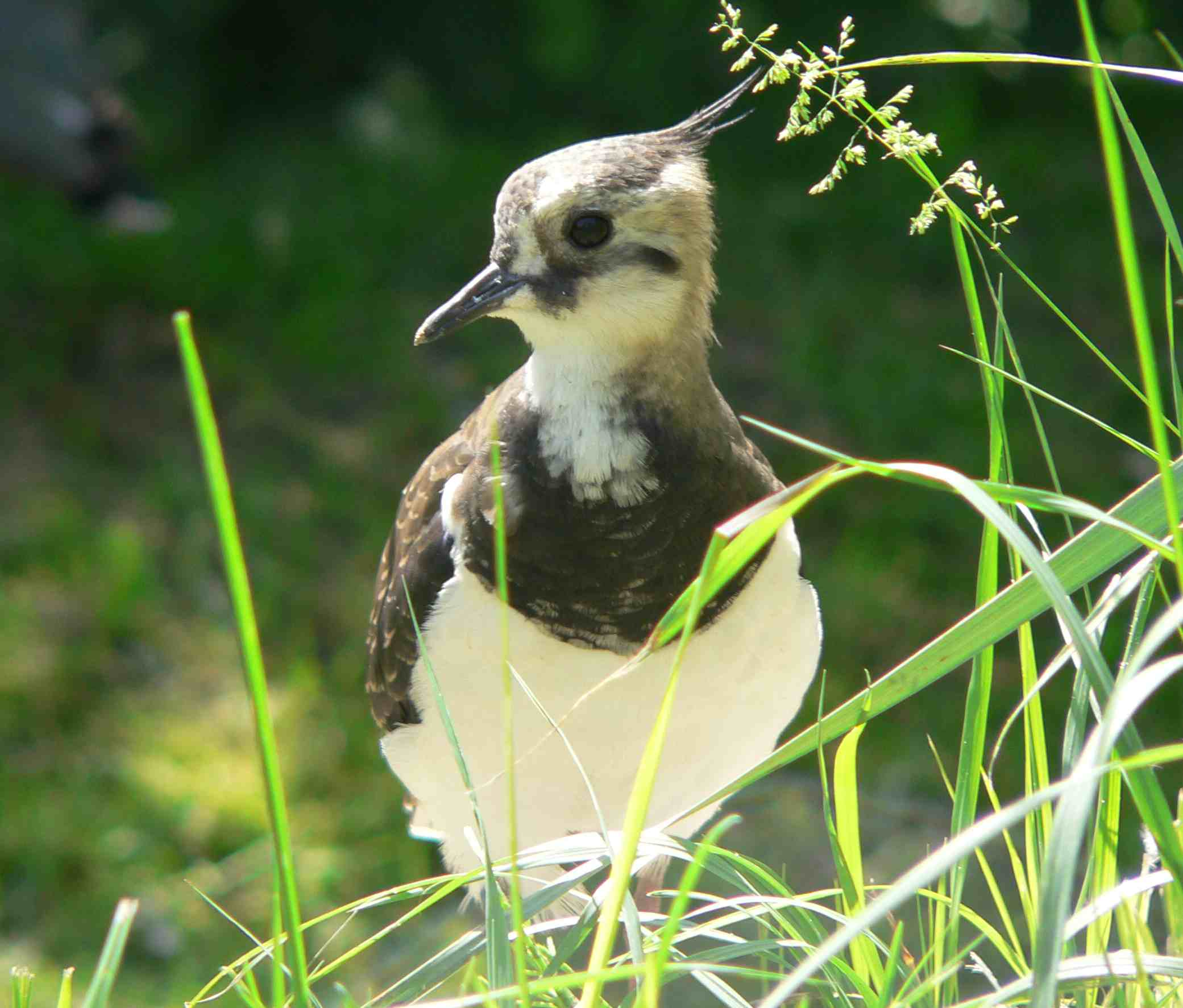
Le vanneau huppé

La faune du Peštersko polje offre un certain nombre d'espèces animales intéressantes. La zone abrite le busard cendré (Circus pygargus), qui, à l'exception du nord de la Voïvodine, n'est présent nulle part ailleurs en Serbie, ou encore le râle des genêts (Crex crex) et la cigogne blanche (Ciconia ciconia), le vanneau huppé (Vanellus vanellus), le chevalier gambette (Tringa totanus) et le hibou des marais (Asio flammeus). Parmi les autres animaux, on y trouve aussi la loutre d'Europe (Lutra lutra) ou le loup (Canis lupus).